# スカボロー礁
スカボロー礁（英語: Scarborough Shoal, Scarborough Reef、フィリピン名：Bajo de Masinloc、Buhanginan ng Panatag、Karburo、中国語: 黄岩岛、民主礁）は、南シナ海にある環礁。スカボロ礁、スカーボロ礁、スカバラ礁とも呼ばれる。18世紀にこの地点で難破した茶貿易船「Scarborough号」にちなんだ名前である。
2012年から中華人民共和国が実効支配しており、中国以外にフィリピン・中華民国（台湾）が主権 (領有）を主張している。中国ではスカボロー礁を含む島礁群を「中沙諸島」と呼んでいる。スカボロー礁は「中沙諸島」の中で高潮時にも海面から露出する唯一の岩礁である。

## 地理
スカボロー礁は、フィリピンのルソン島の西約230キロメートルにあり、フィリピンの排他的経済水域 (EEZ) 内に位置する。水深3,500メートルの海盆上にあり、海底の山が水面に露出した部分にある環礁である。周囲55キロメートルの三角形の環礁で、最高点は標高約3メートルの岩礁である。地質構造上でみると大陸棚の自然延長にある。礁湖の面積が130 km2。礁湖には南東部に外海と繋がる水路があり、小型中型の船が礁湖で漁業活動を行なったり、風を避けることができる。

## 名称
1935年に中華民国外交部が発行した南シナ海の島礁名の一覧では、スカボロー礁は英語名である "Scarborough Shoal" に相当する名称とされ、南沙諸島（スプラトリー諸島）にグループ分けされていたが、1947年に「民主礁」と名付けられ、「中沙諸島」の一部とされた。1983年には中国が「黄岩岛」を標準名称としている。中国以外の学者からは、この岩礁を「中沙諸島」に含めることに対して地理学的にも疑義が呈されている。
Googleは、Google マップ英語版でこの岩礁に中沙諸島や三沙市に属すること示す "Zhongsha Island, Sansha" の表示を付していたが、フィリピン国民からの抗議を受け、2015年7月14日にこの表示を削除している。
オープンストリートマップデータで、中国海南省三沙市に属する表示となっている。

## 主権争い

### フィリピンの主張
スカボロー礁は遅くとも16世紀には、すでにその付近海域はフィリピンの漁民の漁場だった。
スペインがフィリピン諸島をアメリカに割譲した1898年のパリ条約、1900年のワシントン条約、1930年の英米条約では、東経118度をフィリピンの西限としており、スカボロー礁はこの範囲の外側にある。1935年の旧「フィリピン共和国憲法」および1961年の「領海基線法」にも同様の規定がある。
しかし、フィリピン外務省は、スカボロー礁は「島」ではなく「岩」であって、これらの条約等の対象とされていないと主張している。そして、フィリピン外務省は、パルマス島事件を代表とする常設仲裁裁判所での国際公法上の判例を踏まえると、領有権は歴史的な主張や領有ではなく、管轄権の有効な行使 (effective exercise of jurisdiction) に基づいて判断されるべきであるとしている。
なお2009年の「領海基線法」により、南沙諸島の一部の島・礁（太平島を含む）、スカボロー礁を正式かつ法的に自国の領土と規定している。

### 中華民国（台湾）・中華人民共和国の主張
スカボロー礁は中国人に最も早く発見された。その付近海域も海南島の漁民の古くからの漁場だった。1279年、著名な天文学者郭守敬が「四海測験」を行なった時、南シナ海ではこの島を測量地点としている。1935年1月、中華民国水陸地図審査委員会はスカボロー礁を中華民国の版図へ入れた。1947年末、中華民国内政部の正式に編纂出版した『南海諸島位置図』で（「民主礁」と呼んでいた）スカボロー礁を「断続国界線」内へ入れた。これ以降、「断続国界線」を法的効力のある歴史的境界線として、中華民国は先占の法理に基づき線内の島、礁、浅瀬、砂州の主権を主張している。
1949年に中華人民共和国が建国されると、中華人民共和国も中華民国の立場を引き継いで主権を主張するようになった。1983年、中華人民共和国地名委員会は、「我国南海諸島部分標准地名」を公布して「黄岩岛」を標準名称とした。

### 主権争いの経過
- 1980年以後、フィリピン政府はスカボロー礁を200海里排他的経済水域内とした。
- 1997年、フィリピンが軍艦と軍用機を出動して中華民国の民間組織のラジオ局による領海侵犯を追跡、監視する。
- 1997年4月30日、フィリピンの2人の衆議院議員が軍艦に乗って上陸、旗と碑を立てる。
- 1998年1月から、中国海南省の4艘の漁船が2か月間に領海侵犯してフィリピン海軍に拿捕され、51名の漁民がフィリピンに半年間拘禁される。
- 1999年5月23日、フィリピン軍と中国の漁船が衝突。中国外交部スポークスマンはフィリピンへ抗議し、交渉を呼びかけた。
- 1999年6月、フィリピン教育部は新しい地図の中で、スカボロー礁と南沙諸島を版図へ入れた。8月、フィリピン政府は「南沙諸島はフィリピン領土」である旨の憲法改正を行った[要出典]。
- 1999年11月3日、フィリピン海軍の1艘の艦船がスカボロー礁のパトロール中に座礁。フィリピンは艦船は救援参加時に故障が発生したと発表。中国は座礁した艦船の撤去を求め、フィリピン側はすぐに撤去した。
- 2000年、フィリピン海軍が領海侵犯した中国の漁船船長を射殺した。
- 2012年4月8日、フィリピン海軍がスカボロー礁近くに中国の漁船8隻が停泊しているのを発見し拿捕したのを受け、中国監視船が現場に急行、フィリピン海軍の進行を阻止し、睨み合う状況となる、いわゆる「スカボロー礁事件（中国名: 黄岩島事件）」と呼ばれる事態が発生する[7]。17日にフィリピンのデル・ロサリオ外相は国際海洋裁判所に判断を仰ぐ提案をしたが[8]、中国外交部辺海局の鄧中華局長はこれに対し抗議を申し入れている[9]。
- 2012年9月3日、人民日報（海外版）は、中国国家海洋局がスカボロー礁（黄岩島）、西沙諸島と尖閣諸島の周辺海域を人工衛星や航空機で遠隔監視する「海域動態監視観測管理システム」の範囲内に組み込んだと報じた[10][11]。
- 2013年6月6日にフィリピン軍関係者が、中国がスカボロー礁に軍事施設を建設していることが衛星写真によって明らかになったと発言。少なくとも3隻の大型船舶がスカボロー礁に相次ぎ訪問しているほか、大量の中国漁船がセメント、鉄筋、石などの建材を運び込んでいるとのこと[12]。
- 2013年9月3日、フィリピン国防省は、中国が約30個のコンクリートブロックを設置していることを発表[13]。
- 2014年2月25日にスカボロー礁付近で中国監視船がフィリピン漁船に放水して駆逐したことで、フィリピンで中国に対する反発が高まる[14]。

### 仲裁裁判所による裁定
2013年1月にフィリピンは、南シナ海を巡る中国の主張や活動についてオランダ・ハーグの常設仲裁裁判所に国連海洋法条約に基づいて仲裁を申し立てを行った。
2016年7月12日に常設仲裁裁判所は、スカボロー礁が排他的経済水域および大陸棚を有さない、国連海洋法条約上の「人間の居住又は独自の経済的生活を維持することのできない岩」であるとの裁定を下した。
また中国が2012年以降、スカボロー礁におけるフィリピン漁民の伝統的な漁業権を侵害していると判断した。

### 仲裁裁定後の動向
2016年10月20日にフィリピンのロドリゴ・ドゥテルテ大統領と中国の習近平国家主席（総書記）が首脳会談で南シナ海問題を平和的に解決することを合意した後は、中国が2012年に実効支配して以降、フィリピンの漁船が近づくと中国公船による妨害がなされていた状態が解消し、礁周辺でフィリピン漁民が操業できたり、遭難したフィリピン漁民が中国海警局の艦船によって救助されたりしている。11月19日には、ドゥテルテ大統領が、アジア太平洋経済協力会議 (APEC) 首脳会議が開催されたペルーで習近平国家主席（総書記）と会談した際に環礁内を双方の禁漁区とすることを提案している。
2018年1月17日にアメリカ海軍のミサイル駆逐艦「ホッパー」がスカボロー礁から12海里（約22キロ）内の海域を航行（アメリカが実施している「航行の自由」作戦）したとする中国側は、1月20日に声明を発表して中国外交部が「強烈な不満」を表明するとともに、中国国防部も今後は「海空のパトロールと警戒を強化する」と言及した。
2023年9月22日、フィリピンの沿岸警備隊と漁業水産物資源局は、定期パトロールを通じてスカボロー礁の南東部にフローティングバリアが設置されていることを確認。沿岸警備隊は漁船の動きを阻害するものとして中国の動きを強く非難した。
2024年4月30日、フィリピンの漁業水産資源局の船と沿岸警備隊の巡視船2隻が中国海警局の4隻の船から高圧放水と衝突を受ける事案が発生した。